# Chinese Basketball Association 2020-21
La Chinese Basketball Association 2020-21 fue la edición número 26 de la CBA, la primera división del baloncesto profesional de China. La temporada regular comenzó el 17 de octubre de 2020, y acabó el 1 de mayo de 2021, ganando el título los Guangdong Southern Tigers por undécima vez.

## Cambios respecto a la temporada 2019-20
Para esta temporada, cada equipo jugará 56 partidos en la temporada regular. 19 equipos se dividen en dos grupos según el ranking de la temporada anterior. Cada equipo jugará contra equipos de su grupo cuatro veces y jugará contra otros equipos dos veces. Los Bayi Rockets causaron baja antes del comienzo de la temporada.

## Política de jugadores extranjeros
Todos los equipos tienen la opción de contar con dos jugadores extranjeros.

### Lista de jugadores extranjeros
| Equipo                    | Jugador 1           | Jugador 2          | Jugador 3            | Jugador 4 | Reemplazados     |
| ------------------------- | ------------------- | ------------------ | -------------------- | --------- | ---------------- |
| Beijing Ducks             | Jonathan Gibson     | Justin Hamilton    | -                    | -         | -                |
| Beijing Royal Fighters    | Andrew Harrison     | Joe Young          | -                    | -         | Salah Mejri      |
| Fujian Sturgeons          | Trae Golden         | Andrew Nicholson   | -                    | -         | -                |
| Guangdong Southern Tigers | MarShon Brooks      | Sonny Weems        | -                    | -         | -                |
| Guangzhou Loong Lions     | Isaac Haas          | Dallas Moore       | Marreese Speights    | -         | -                |
| Jiangsu Dragons           | Dez Wells           | -                  | -                    | -         | Devin Williams   |
| Jilin Northeast Tigers    | Dominique Jones     | -                  | -                    | -         | -                |
| Liaoning Flying Leopards  | O. J. Mayo          | Kyle Fogg          | -                    | -         | Jonathon Simmons |
| Nanjing Monkey Kings      | Sean Hill           | Arnett Moultrie    | -                    | -         | -                |
| Qingdao Eagles            | Darius Adams        | Dakari Johnson     | -                    | -         | Vladimir Štimac  |
| Shandong Heroes           | Troy Gillenwater    | Lester Hudson      | -                    | -         | Manny Harris     |
| Shanghai Sharks           | Marcus Denmon       | Jimmer Fredette    | -                    | -         | -                |
| Shanxi Loongs             | Jamaal Franklin     | Ricky Ledo         | Eric Moreland        | -         | -                |
| Shenzhen Aviators         | Askia Booker        | Kenny Boynton      | -                    | -         | -                |
| Sichuan Blue Whales       | Marcus Georges-Hunt | Hamed Haddadi      | -                    | -         | -                |
| Tianjin Pioneers          | Marko Todorović     | D'Montre Edwards   | Clarence Trotter III | -         | -                |
| Xinjiang Flying Tigers    | Ian Clark           | Donatas Motiejūnas | -                    | -         | -                |
| Zhejiang Golden Bulls     | Sylven Landesberg   | Nick Rakocevic     | -                    | -         | Brandon Paul     |
| Zhejiang Lions            | Miroslav Raduljica  | Kay Felder -       | -                    | -         | Wilson Chandler  |

## Clasificación

### Temporada regular
|                                               | Equipo                    | J  | G  | P  | PF   | PC   | DP   |
| --------------------------------------------- | ------------------------- | -- | -- | -- | ---- | ---- | ---- |
| 1                                             | Guangdong Southern Tigers | 52 | 46 | 6  | 6208 | 5510 | 698  |
| 2                                             | Liaoning Flying Leopards  | 54 | 45 | 9  | 6034 | 5393 | 641  |
| 3                                             | Zhejiang Golden Bulls     | 52 | 41 | 11 | 5716 | 5244 | 472  |
| 4                                             | Xinjiang Flying Tigers    | 54 | 34 | 20 | 5703 | 5503 | 200  |
| 5                                             | Shandong Heroes           | 54 | 33 | 21 | 5841 | 5534 | 307  |
| 6                                             | Qingdao Eagles            | 54 | 32 | 22 | 5904 | 5697 | 207  |
| 7                                             | Zhejiang Lions            | 52 | 30 | 22 | 5657 | 5444 | 213  |
| 8                                             | Shenzhen Aviators         | 52 | 29 | 23 | 5465 | 5371 | 94   |
| 9                                             | Beijing Ducks             | 52 | 28 | 24 | 5093 | 5000 | 93   |
| 10                                            | Jilin Northeast Tigers    | 54 | 28 | 26 | 5617 | 5606 | 11   |
| 11                                            | Sichuan Blue Whales       | 52 | 26 | 26 | 5261 | 5351 | -90  |
| 12                                            | Guangzhou Loong Lions     | 54 | 25 | 29 | 5523 | 5521 | 2    |
| 13                                            | Beijing Royal Fighters    | 54 | 25 | 29 | 5436 | 5451 | -15  |
| 14                                            | Shanghai Sharks           | 52 | 22 | 30 | 5467 | 5532 | -65  |
| 15                                            | Shanxi Loongs             | 52 | 19 | 33 | 5133 | 5436 | -303 |
| 16                                            | Fujian Sturgeons          | 52 | 13 | 39 | 5530 | 5983 | -453 |
| 17                                            | Tianjin Pioneers          | 54 | 11 | 43 | 5432 | 5979 | -547 |
| 18                                            | Nanjing Monkey Kings      | 54 | 9  | 45 | 5234 | 6044 | -810 |
| 19                                            | Jiangsu Dragons           | 54 | 8  | 46 | 5191 | 5846 | -655 |
| Fuente: CBA 2020-21; actualización automática |                           |    |    |    |      |      |      |

## Playoffs
|  | 1ª ronda      | 1ª ronda               | 1ª ronda                  |                          |   | Cuartos de final | Cuartos de final | Cuartos de final |  |   | Semifinales               | Semifinales   | Semifinales   |  |   | Finales                   | Finales       | Finales       |  |
|  | Partido único | Partido único          | Partido único             |                          |   | Partido único    | Partido único    | Partido único    |  |   | Al mejor de 3             | Al mejor de 3 | Al mejor de 3 |  |   | Al mejor de 3             | Al mejor de 3 | Al mejor de 3 |  |
|  |               |                        |                           |                          |   |                  |                  |                  |  |   |                           |               |               |  |   |                           |               |               |  |
|  |               |                        |                           |                          |   |                  |                  |                  |  |   |                           |               |               |  |   |                           |               |               |  |
|  |               |                        |                           |                          |   |                  |                  |                  |  |   |                           |               |               |  |   |                           |               |               |  |
|  |               |                        |                           |                          |   |                  |                  |                  |  |   |                           |               |               |  |   |                           |               |               |  |
|  |               |                        |                           |                          |   |                  |                  |                  |  |   |                           |               |               |  |   |                           |               |               |  |
|  |               | 1                      | Guangdong Southern Tigers | 1                        |   |                  |                  |                  |  |   |                           |               |               |  |   |                           |               |               |  |
|  |               |                        |                           | 1                        |   |                  |                  |                  |  |   |                           |               |               |  |   |                           |               |               |  |
|  |               |                        | 9                         | Beijing Ducks            | 0 |                  |                  |                  |  |   |                           |               |               |  |   |                           |               |               |  |
|  | 8             | Shenzhen Aviators      | 9                         | Beijing Ducks            | 0 | 0                |                  |                  |  |   |                           |               |               |  |   |                           |               |               |  |
|  | 8             | Shenzhen Aviators      |                           |                          |   |                  |                  |                  |  |   |                           |               |               |  |   |                           |               |               |  |
|  | 9             | Beijing Ducks          | 1                         |                          |   |                  |                  |                  |  |   |                           |               |               |  |   |                           |               |               |  |
|  | 9             | Beijing Ducks          | 1                         |                          |   |                  |                  |                  |  | 1 | Guangdong Southern Tigers | 2             |               |  |   |                           |               |               |  |
|  |               |                        |                           |                          |   |                  |                  |                  |  | 1 | Guangdong Southern Tigers | 2             |               |  |   |                           |               |               |  |
|  |               |                        | 5                         | Shandong Heroes          | 0 |                  |                  |                  |  |   |                           |               |               |  |   |                           |               |               |  |
|  |               |                        | 5                         | Shandong Heroes          | 0 |                  |                  |                  |  |   |                           |               |               |  |   |                           |               |               |  |
|  |               |                        |                           |                          |   |                  |                  |                  |  |   |                           |               |               |  |   |                           |               |               |  |
|  |               |                        |                           |                          |   |                  |                  |                  |  |   |                           |               |               |  |   |                           |               |               |  |
|  |               | 4                      | Xinjiang Flying Tigers    | 0                        |   |                  |                  |                  |  |   |                           |               |               |  |   |                           |               |               |  |
|  |               |                        |                           | 0                        |   |                  |                  |                  |  |   |                           |               |               |  |   |                           |               |               |  |
|  |               |                        | 5                         | Shandong Heroes          | 1 |                  |                  |                  |  |   |                           |               |               |  |   |                           |               |               |  |
|  | 5             | Shandong Heroes        | 5                         | Shandong Heroes          | 1 | 1                |                  |                  |  |   |                           |               |               |  |   |                           |               |               |  |
|  | 5             | Shandong Heroes        |                           |                          |   |                  |                  |                  |  |   |                           |               |               |  |   |                           |               |               |  |
|  | 12            | Guangzhou Loong Lions  | 0                         |                          |   |                  |                  |                  |  |   |                           |               |               |  |   |                           |               |               |  |
|  | 12            | Guangzhou Loong Lions  | 0                         |                          |   |                  |                  |                  |  |   |                           |               |               |  | 1 | Guangdong Southern Tigers | 2             |               |  |
|  |               |                        |                           |                          |   |                  |                  |                  |  |   |                           |               |               |  | 1 | Guangdong Southern Tigers | 2             |               |  |
|  |               |                        | 2                         | Liaoning Flying Leopards | 1 |                  |                  |                  |  |   |                           |               |               |  |   |                           |               |               |  |
|  |               |                        | 2                         | Liaoning Flying Leopards | 1 |                  |                  |                  |  |   |                           |               |               |  |   |                           |               |               |  |
|  |               |                        |                           |                          |   |                  |                  |                  |  |   |                           |               |               |  |   |                           |               |               |  |
|  |               |                        |                           |                          |   |                  |                  |                  |  |   |                           |               |               |  |   |                           |               |               |  |
|  |               | 3                      | Zhejiang Golden Bulls     | 1                        |   |                  |                  |                  |  |   |                           |               |               |  |   |                           |               |               |  |
|  |               |                        |                           | 1                        |   |                  |                  |                  |  |   |                           |               |               |  |   |                           |               |               |  |
|  |               |                        | 6                         | Qingdao Eagles           | 0 |                  |                  |                  |  |   |                           |               |               |  |   |                           |               |               |  |
|  | 6             | Qingdao Eagles         | 6                         | Qingdao Eagles           | 0 | 1                |                  |                  |  |   |                           |               |               |  |   |                           |               |               |  |
|  | 6             | Qingdao Eagles         |                           |                          |   |                  |                  |                  |  |   |                           |               |               |  |   |                           |               |               |  |
|  | 11            | Sichuan Blue Whales    | 0                         |                          |   |                  |                  |                  |  |   |                           |               |               |  |   |                           |               |               |  |
|  | 11            | Sichuan Blue Whales    | 0                         |                          |   |                  |                  |                  |  | 3 | Zhejiang Golden Bulls     | 0             |               |  |   |                           |               |               |  |
|  |               |                        |                           |                          |   |                  |                  |                  |  | 3 | Zhejiang Golden Bulls     | 0             |               |  |   |                           |               |               |  |
|  |               |                        | 2                         | Liaoning Flying Leopards | 2 |                  |                  |                  |  |   |                           |               |               |  |   |                           |               |               |  |
|  |               |                        | 2                         | Liaoning Flying Leopards | 2 |                  |                  |                  |  |   |                           |               |               |  |   |                           |               |               |  |
|  |               |                        |                           |                          |   |                  |                  |                  |  |   |                           |               |               |  |   |                           |               |               |  |
|  |               |                        |                           |                          |   |                  |                  |                  |  |   |                           |               |               |  |   |                           |               |               |  |
|  |               | 2                      | Liaoning Flying Leopards  | 1                        |   |                  |                  |                  |  |   |                           |               |               |  |   |                           |               |               |  |
|  |               |                        |                           | 1                        |   |                  |                  |                  |  |   |                           |               |               |  |   |                           |               |               |  |
|  |               |                        | 7                         | Zhejiang Lions           | 0 |                  |                  |                  |  |   |                           |               |               |  |   |                           |               |               |  |
|  | 7             | Zhejiang Lions         | 7                         | Zhejiang Lions           | 0 | 1                |                  |                  |  |   |                           |               |               |  |   |                           |               |               |  |
|  | 7             | Zhejiang Lions         |                           |                          |   |                  |                  |                  |  |   |                           |               |               |  |   |                           |               |               |  |
|  | 10            | Jilin Northeast Tigers | 0                         |                          |   |                  |                  |                  |  |   |                           |               |               |  |   |                           |               |               |  |
|  | 10            | Jilin Northeast Tigers | 0                         |                          |   |                  |                  |                  |  |   |                           |               |               |  |   |                           |               |               |  |
|  |               |                        |                           |                          |   |                  |                  |                  |  |   |                           |               |               |  |   |                           |               |               |  |

### Primera ronda

#### (5) Shandong Heroes vs. (12) Guangzhou Loong Lions
| 2021-04-16 | Shandong Heroes                       | 119–107                               | Guangzhou Loong Lions                 |                                                 |  |
| 19:35      | Parciales: 30–24, 33–28, 32–23, 24–32 | Parciales: 30–24, 33–28, 32–23, 24–32 | Parciales: 30–24, 33–28, 32–23, 24–32 |                                                 |  |
|            |                                       | Reporte                               |                                       | Pabellón: Zhuji Jiyang College Gymnasium, Zhuji |  |

#### (6) Qingdao Eagles vs. (11) Sichuan Blue Whales
| 2021-04-17 | Qingdao Eagles                        | 93–91                                 | Sichuan Blue Whales                   |                                                 |  |
| 19:35      | Parciales: 21–18, 23–20, 26–31, 23–22 | Parciales: 21–18, 23–20, 26–31, 23–22 | Parciales: 21–18, 23–20, 26–31, 23–22 |                                                 |  |
|            |                                       | Reporte                               |                                       | Pabellón: Zhuji Jiyang College Gymnasium, Zhuji |  |

#### (7) Zhejiang Lions vs. (10) Jilin Northeast Tigers
| 2021-04-17 | Zhejiang Lions                        | 105–88                                | Jilin Northeast Tigers                |                                                 |  |
| 15:00      | Parciales: 19–16, 12–20, 40–26, 34–26 | Parciales: 19–16, 12–20, 40–26, 34–26 | Parciales: 19–16, 12–20, 40–26, 34–26 |                                                 |  |
|            |                                       | Reporte                               |                                       | Pabellón: Zhuji Jiyang College Gymnasium, Zhuji |  |

#### (8) Shenzhen Aviators vs. (9) Beijing Ducks
| 2021-04-16 | Shenzhen Aviators                     | 97–108                                | Beijing Ducks                         |                                                 |  |
| 15:00      | Parciales: 27–36, 21–32, 23–15, 26–25 | Parciales: 27–36, 21–32, 23–15, 26–25 | Parciales: 27–36, 21–32, 23–15, 26–25 |                                                 |  |
|            |                                       | Reporte                               |                                       | Pabellón: Zhuji Jiyang College Gymnasium, Zhuji |  |

### Cuartos de final

#### (1) Guangdong Southern Tigers vs. (9) Beijing Ducks
| 2021-04-18 | Guangdong Southern Tigers             | 104–103                               | Beijing Ducks                         |                                                 |  |
| 15:00      | Parciales: 27–26, 23–25, 22–34, 32–18 | Parciales: 27–26, 23–25, 22–34, 32–18 | Parciales: 27–26, 23–25, 22–34, 32–18 |                                                 |  |
|            |                                       | Reporte                               |                                       | Pabellón: Zhuji Jiyang College Gymnasium, Zhuji |  |

#### (2) Liaoning Flying Leopards vs. (7) Zhejiang Lions
| 2021-04-19 | Liaoning Flying Leopards              | 105–98                                | Zhejiang Lions                        |                                                 |  |
| 15:00      | Parciales: 25–25, 19–27, 27–14, 34–32 | Parciales: 25–25, 19–27, 27–14, 34–32 | Parciales: 25–25, 19–27, 27–14, 34–32 |                                                 |  |
|            |                                       | Reporte                               |                                       | Pabellón: Zhuji Jiyang College Gymnasium, Zhuji |  |

#### (3) Zhejiang Golden Bulls vs. (6) Qingdao Eagles
| 2021-04-19 | Zhejiang Golden Bulls                 | 111–98                                | Qingdao Eagles                        |                                                 |  |
| 19:35      | Parciales: 31–17, 29–22, 36–21, 15–38 | Parciales: 31–17, 29–22, 36–21, 15–38 | Parciales: 31–17, 29–22, 36–21, 15–38 |                                                 |  |
|            |                                       | Reporte                               |                                       | Pabellón: Zhuji Jiyang College Gymnasium, Zhuji |  |

#### (4) Xinjiang Flying Tigers vs. (5) Shandong Heroes
| 2021-04-18 | Xinjiang Flying Tigers                | 101–105                               | Shandong Heroes                       |                                                 |  |
| 19:35      | Parciales: 29–24, 28–34, 22–19, 22–28 | Parciales: 29–24, 28–34, 22–19, 22–28 | Parciales: 29–24, 28–34, 22–19, 22–28 |                                                 |  |
|            |                                       | Reporte                               |                                       | Pabellón: Zhuji Jiyang College Gymnasium, Zhuji |  |

### Semifinales

#### (1) Guangdong Southern Tigers vs. (5) Shandong Heroes
| 2021-04-20                   | Guangdong Southern Tigers             | 117–99                                | Shandong Heroes                       |                                                 |  |  |
| 19:35                        | Parciales: 35–16, 35–24, 25–27, 22–32 | Parciales: 35–16, 35–24, 25–27, 22–32 | Parciales: 35–16, 35–24, 25–27, 22–32 |                                                 |  |  |
|                              |                                       | Reporte                               |                                       | Pabellón: Zhuji Jiyang College Gymnasium, Zhuji |  |  |
| Guangdong lidera series, 1-0 |                                       |                                       |                                       |                                                 |  |  |
|                              |                                       |                                       |                                       |                                                 |  |  |

| 2021-04-22                 | Shandong Heroes                       | 112–118                               | Guangdong Southern Tigers             |                                                 |  |  |
| 19:35                      | Parciales: 37–32, 18–29, 33–30, 24–27 | Parciales: 37–32, 18–29, 33–30, 24–27 | Parciales: 37–32, 18–29, 33–30, 24–27 |                                                 |  |  |
|                            |                                       | Reporte                               |                                       | Pabellón: Zhuji Jiyang College Gymnasium, Zhuji |  |  |
| Guangdong gana series, 2-0 |                                       |                                       |                                       |                                                 |  |  |
|                            |                                       |                                       |                                       |                                                 |  |  |

#### (2) Liaoning Flying Leopards vs. (3) Zhejiang Golden Bulls
| 2021-04-21                  | Liaoning Flying Leopards              | 119–103                               | Zhejiang Golden Bulls                 |                                                 |  |  |
| 19:35                       | Parciales: 30–19, 29–26, 28–25, 32–33 | Parciales: 30–19, 29–26, 28–25, 32–33 | Parciales: 30–19, 29–26, 28–25, 32–33 |                                                 |  |  |
|                             |                                       | Boxscore                              |                                       | Pabellón: Zhuji Jiyang College Gymnasium, Zhuji |  |  |
| Liaoning lidera series, 1-0 |                                       |                                       |                                       |                                                 |  |  |
|                             |                                       |                                       |                                       |                                                 |  |  |

| 2021-04-23                | Zhejiang Golden Bulls                 | 117–122                               | Liaoning Flying Leopards              |                                                 |  |  |
| 19:35                     | Parciales: 26–32, 32–33, 29–30, 30–27 | Parciales: 26–32, 32–33, 29–30, 30–27 | Parciales: 26–32, 32–33, 29–30, 30–27 |                                                 |  |  |
|                           |                                       | Reporte                               |                                       | Pabellón: Zhuji Jiyang College Gymnasium, Zhuji |  |  |
| Liaoning gana series, 2-0 |                                       |                                       |                                       |                                                 |  |  |
|                           |                                       |                                       |                                       |                                                 |  |  |

### Finales

#### (1) Guangdong Southern Tigers vs. (2) Liaoning Flying Leopards
| 2021-04-27                   | Guangdong Southern Tigers             | 88–83                                 | Liaoning Flying Leopards              |                                                 |  |  |
| 19:35                        | Parciales: 17–16, 24–13, 19–26, 28–28 | Parciales: 17–16, 24–13, 19–26, 28–28 | Parciales: 17–16, 24–13, 19–26, 28–28 |                                                 |  |  |
|                              |                                       | Reporte                               |                                       | Pabellón: Zhuji Jiyang College Gymnasium, Zhuji |  |  |
| Guangdong lidera series, 1-0 |                                       |                                       |                                       |                                                 |  |  |
|                              |                                       |                                       |                                       |                                                 |  |  |

| 2021-04-29            | Liaoning Flying Leopards                            | 102–98                                              | Guangdong Southern Tigers                           |                                                 |  |  |
| 19:35                 | Parciales: 23–32, 20–17, 26–16, 19–23 (T.E.: 14–10) | Parciales: 23–32, 20–17, 26–16, 19–23 (T.E.: 14–10) | Parciales: 23–32, 20–17, 26–16, 19–23 (T.E.: 14–10) |                                                 |  |  |
|                       |                                                     | Reporte                                             |                                                     | Pabellón: Zhuji Jiyang College Gymnasium, Zhuji |  |  |
| Series empatadas, 1-1 |                                                     |                                                     |                                                     |                                                 |  |  |
|                       |                                                     |                                                     |                                                     |                                                 |  |  |

| 1 de mayo de 2021          | Guangdong Southern Tigers                          | 110–103                                            | Liaoning Flying Leopards                           |                                                 |  |  |
| 19:35                      | Parciales: 20–19, 34–25, 27–24, 18–31 (T.E.: 11–4) | Parciales: 20–19, 34–25, 27–24, 18–31 (T.E.: 11–4) | Parciales: 20–19, 34–25, 27–24, 18–31 (T.E.: 11–4) |                                                 |  |  |
|                            |                                                    | Reporte                                            |                                                    | Pabellón: Zhuji Jiyang College Gymnasium, Zhuji |  |  |
| Guangdong gana series, 2-1 |                                                    |                                                    |                                                    |                                                 |  |  |
|                            |                                                    |                                                    |                                                    |                                                 |  |  |

## Galardones

### Jugadores de la semana
| Semana | Jugador chino                               | Jugador internacional                            | Ref. |
| ------ | ------------------------------------------- | ------------------------------------------------ | ---- |
| 1      | Sun Minghui (Zhejiang Lions) (1/2)          | Vacante                                          |      |
| 2      | Jiang Yuxing (Jilin Northeast Tigers) (1/1) | Dallas Moore (Guangzhou Loong Lions) (1/1)       |      |
| 3      | Guo Ailun (Liaoning Flying Leopards) (1/1)  | Manny Harris (Shandong Heroes) (1/1)             |      |
| 4      | Sun Minghui (Zhejiang Lions) (2/2)          | Jamaal Franklin (Shanxi Loongs) (1/1)            |      |
| 5      | Gao Shiyan (Shandong Heroes) (1/1)          | MarShon Brooks (Guangdong Southern Tigers) (1/2) |      |
| 6      | Qi Lin (Xinjiang Flying Tigers) (1/1)       | MarShon Brooks (Guangdong Southern Tigers) (2/2) |      |
| 7      | Zhu Xuhang (Zhejiang Golden Bulls) (1/1)    | Dominique Jones (Jilin Northeast Tigers) (1/3)   |      |
| 8      | Yang Linyi (Shenzhen Aviators) (1/1)        | Dominique Jones (Jilin Northeast Tigers) (2/3)   |      |
| 9      | Zhao Yanhao (Zhejiang Lions) (1/2)          | Dominique Jones (Jilin Northeast Tigers) (3/3)   |      |
| 10     | Zhao Yanhao (Zhejiang Lions) (2/2)          | Hamed Haddadi (Sichuan Blue Whales) (1/1)        |      |
| 11     | Feng Xin (Zhejiang Lions) (1/1)             | Askia Booker (Shenzhen Aviators) (1/1)           |      |
| 12     | Zhou Peng (Guangdong Southern Tigers) (1/1) | Marcus Georges-Hunt (Sichuan Blue Whales) (1/1)  |      |

### Jugador del mes
| Mes | Jugador del mes                             | Ref. |
| --- | ------------------------------------------- | ---- |
| 1   | Guo Ailun (Liaoning Flying Leopards) (1/1)  |      |
| 2   | Zhao Jiwei (Liaoning Flying Leopards) (1/1) |      |
| 3   | Hu Jinqiu (Zhejiang Lions) (1/1)            |      |

### Jugador joven del mes
| Mes | Jugador del mes                                | Ref. |
| --- | ---------------------------------------------- | ---- |
| 1   | Zhu Songwei (Sichuan Blue Whales) (1/1)        |      |
| 2   | Qi Lin (Xinjiang Flying Tigers) (1/1)          |      |
| 3   | Zhang Zhenlin (Liaoning Flying Leopards) (1/1) |      |